# Babetida Sadjo
Babetida Sadjo (* 19. September 1983 in Bafatá) ist eine belgische Schauspielerin, Regisseurin und Drehbuchautorin guineisch-bissauischer Herkunft. Bekannt wurde sie durch ihre Rollen in internationalen Filmen und Fernsehserien, insbesondere Waste Land, The Paradise Suite und der Netflix-Serie Into the Night.

## Frühes Leben
Babetida Sadjo wurde in Bafatá, Guinea-Bissau, geboren. Im Alter von 12 Jahren zog sie mit ihrer Familie nach Hanoi, Vietnam, wo sie das Lycée français Alexandre Yersin besuchte. Während ihrer Zeit in Vietnam entdeckte sie ihre Leidenschaft für das Theater und erlernte die französische Sprache. Mit 16 Jahren zog sie nach Herstal, Belgien, wo sie ihre Schulausbildung abschloss und ihre Theaterausbildung am Antoine Vitez Center fortsetzte.

## Ausbildung
Sadjo setzte ihre Studien am Königlichen Konservatorium in Brüssel fort und schloss 2007 mit einem Diplom in Dramatischer Kunst ab.

## Karriere
Sadjo begann ihre Filmkarriere mit einer bemerkenswerten Leistung in Pieter Van Hees' Waste Land (2014), in dem sie Aysha Tshimanga spielte. Diese Rolle brachte ihr den Preis als Beste Nebendarstellerin beim Filmfestival von Ostende ein und machte sie zur ersten schwarzen Frau, die einen Ensor gewann.
Ihr internationaler Durchbruch gelang ihr mit Joost Van Ginkels The Paradise Suite (2015), der für die Oscars nominiert wurde. Weitere internationale Anerkennung erlangte sie durch ihre Rolle in And Breathe Normally (2018), einem Film von Ísold Uggadóttir, in dem sie Adja, eine guineisch-bissauanische Asylbewerberin, spielt. Der Film gewann den World Cinema Dramatic Directing Award beim Sundance Film Festival.
2020 erlangte sie größere Bekanntheit durch ihre Rolle in der Netflix-Serie Into the Night, einer belgischen apokalyptischen Sci-Fi-Dramaserie.
Sadjo ist auch als Drehbuchautorin und Regisseurin tätig. 2017 inszenierte sie das Ein-Personen-Stück Les Murs Murmurent und führte Regie bei ihrem ersten Kurzspielfilm Hématome (2022), der in Zusammenarbeit mit 10.80 films und MALUKA films produziert wurde.

## Filmografie

### Filme
- Protect and Serve (2009)
- Ombline (2012)
- 9 Month Stretch (2013)
- Waste Land (2014)
- The Paradise Suite (2015)
- And Breathe Normally (2018)
- Our Father, the Devil (2023)
- Lumumba: The Return of a Hero (2023) – Erzählerin

### Fernsehen
- Into the Night (seit 2020)

## Auszeichnungen
- 2015: Ensor Award – Beste Nebendarstellerin für Waste Land
- 2016: Nominierung für den Magritte Award – Beste Nebendarstellerin für Waste Land